# 李恕 (嘉靖進士)
李恕（1514年—？），字道夫，直隸河間府獻縣人，民籍，明朝政治人物。

## 生平
嘉靖十年（1531年）辛卯科順天府鄉試第五十五名舉人。嘉靖二十三年（1544年）中式甲辰科會試第一百八十五名，登第三甲第一百六十一名進士。官金坛县知县。

## 家族
曾祖李貴；祖父李鑑；父李綜，母于氏。具庆下。弟李應。